# Reunion (álbum)
Reunion é um álbum duplo ao vivo da banda de heavy metal Black Sabbath,  lançado em 20 de outubro de 1998 com sua formação original, o álbum foi gravado no  Birmingham NEC, contendo além de canções da primeira formação da banda em execução ao vivo, duas músicas inéditas gravadas em estúdio: "Psycho Man" e "Selling My Soul"(ambas tornaram-se singles).
Após a gravação do álbum , Black Sabbath recebe o Grammy de "Melhor Desempenho em Heavy Metal" com o aclamado "Iron Man".
Curiosamente, o baterista "Bill Ward" não gravou a canção "Selling My Soul", tendo sido utilizado um programa de computador em seu lugar.
| Críticas profissionais                                                      | Críticas profissionais |
| Avaliações da crítica                                                       | Avaliações da crítica  |
| Fonte                                                                       | Avaliação              |
| --------------------------------------------------------------------------- | ---------------------- |
| Allmusic                                                                    | [ 1 ]                  |
| Esta tabela precisa de ser acompanhada por texto em prosa. Consulte o guia. |                        |

## Lista de faixas

### Disco 1
1. "War Pigs"  – 8:28
2. "Behind the Wall of Sleep"  – 4:07
3. "N.I.B."  – 6:45
4. "Fairies Wear Boots"  – 6:19
5. "Electric Funeral"  – 5:02
6. "Sweet Leaf"  – 5:07
7. "Spiral Architect"  – 5:40
8. "Into the Void"  – 6:32
9. "Snowblind"  – 6:08

### Disco 2
1. "Sabbath Bloody Sabbath"  – 4:36
2. "Orchid/Lord of This World"  – 7:07
3. "Dirty Women"  – 6:29
4. "Black Sabbath"  – 7:29
5. "Iron Man"  – 8:21
6. "Children of the Grave"  – 6:30
7. "Paranoid"  – 4:28
8. "Psycho Man" (Osbourne, Iommi)(inédita) – 5:18
9. "Selling My Soul" (Osbourne, Iommi)(ínédita) – 3:10

## Formação
- Ozzy Osbourne - Vocal
- Tony Iommi - Guitarra
- Geezer Butler - Baixo
- Bill Ward - Bateria

## Desempenho nas paradas
| Ano  | Posições | Posições | Posições | Posições | Posições | Certificações                |
| Ano  | UK       | FIN      | FRA      | SWE      | US       | Certificações                |
| ---- | -------- | -------- | -------- | -------- | -------- | ---------------------------- |
| 1998 | 41       | 29       | 65       | 11       | 11       | Platina(US) Platina (Canada) |